# Канабис у Холандији
Канабис у Холандији је илегалан, али је дозвољен за личну употребу. Дозвољено је поседовање 5 грама лаких дрога по особи. 
Препродаја је “забрањена, али није кажњива” такође генерално се поштују правила да се дрога не рекламира, не продаје млађима од 18 година као и да се уз лаке дроге не прикључују тешке.
Циљ овакве политике је да се раздвоји тржишта лаких и тешких дрога и да се тиме смањи употреба тешких дрога. Са друге стране, трговина лаким дрогама прелази у руке владе, контролисано је и смањује се стопа криминала.

## Кофи шопови
Кофи шопови у Амстердаму су кафеи у коме је дозвољена продаја и конзумирање марихуане. Иако коришћење лаких дрога није легализовано у Холандији, толерише се дискретна конзумација. Тешке дроге су законом забрањене. У кофи шоповима је дозвољена количина марихуане до 5 грама док је званична количина која се може продати појединцу - изнад 18 година - само 5 грама по особи.
У Амстердаму постоји више различитих врста кофи шопова. Од релаксирајућих до оних са психоделичним декором и гласном музиком. Кафа, безалкохолна пића и грицкалице су такође доступни мада је јако мали број кофи шопова који имају дозволу за продају алкохолних пића.

### Неколико основних правила везаних за кофишопове
- Морате имати минимум 18 година.
- Нема алкохола нити тешких дрога.
- У неким кофи шоповима је забрањено коришћење мобилних телефона.
- Агресивно понашање се не толерише.

У кофи шоповима можете добити мени са листом производа. Цене се разликују и зависе од квалитета (око 5 еура по граму). Можете да тражите лулу док су папир за увијање и филтери увек доступни.

## Употреба канабиса
Постоји много података о коришћењу канабиса, али не поклапају се сви ови подаци . То је зато што се рачунају у различито време или зато што се користе различите методе истраживања.
Најпоузданији подаци долазе са института Тримбос. Ово су подаци из 2017. године Народне агенције за мониторинг дроге, која је објављена од стране Института.
- Општа употреба
- Млади
- Зависници
- Медицинска употреба

#### Општа употреба
Петина становништва (20,9%) старијих од 18 година изјавили су да су барем једном пробали кабанис (хашиш и траву), што је укупно 2,77 милиона људи. Већи број мушкараца него жена је пробало канабис. Разлика мушкараца и жена је мања у случају оних који су једном пробали (25,2% vs 16,7%) него они који су конзумирали у протеклој години (9,0% : 4,3%) и оних који су конзумирали протеклог месеца (6,1% : 2,2%). Изражено у процентима мушкарци и жене који свакодневно употребљују канабис је 1,8% : 0,6%. Проценат актуелних потрошача у градским срединама већи је 2,5 пута од корисника у сеоском подручију (2,2%).

#### Млади
Канабис конзумирају највише млади од 20-24 године. Двадесетогодишњаци имају највише искуства са канабисом (42,4% испод 20-24 година и 39,7% испод 25-29 година).
Проценат ученика у млађем добу (14 година) који су већ имали искуства са канабисом смањио се са 18,8% 2003 године на 9% у 2015. дина, који почињу да користе. Тренутно проценат холандских ученика од 15-16 година који користе канабис, упркос паду, је изнад просека у односу на њихове вршњаке у 34 европске земље(они који су пробали 22% у Холандији: 16% у Европи; они који су користили у протеклој години је 20% у Холандији: 13% у Европи) . Иако није типична дрога која се користи у изласцима, канабис све чешће користе млади који често излазе.

#### Зависници
Број људи који се јавио због зависности од канабиса је између 2006 и 2011 скоро удвостручен. У периоду од 2011 до 2016 број зависника је стабилизован на 11.000 канабис зависника. На 100.000 становника од 15 година и старијих, расте број примарних канабис корисника са 46 у 2006 на 82 у 2011 и од тада је овај број стабилан (77 у 2015). То такође важи и за број корисника канабиса који траже помоћ у институцијама за одвикавање.
Употреба у медицинске сврхе

#### Коришћење канабиса у медицинске сврхе
Број пацијената који добијају медицински канабис на рецепт расте са 450 у 2006 години на око 1.800 у 2016. У Холандији је коришћење канабиса у медицинске сврхе строго одвојено од рекреативног коришћења истог у кофи шоповима.
Према Заводу за јавно здравље корисници који користе канабис у медицинске сврхе, користе га чак и као лек против болова. Такође су питани да ли су канабис добили преко рецепта. 4 од 5 канабис корисника од 18 година и старијих (82,4%), нису узимали канабис као лек. Корисници који су користили канабис у протеклој години су тек 0,8% користили га као лек тј.узимали на рецепт. Затим 6,4% користило га је као лек али без рецепта и 10,4% је користило и као лек и као рекреативно средство.
Старије одрасло становништво користи тек 1% канабиса у медицинске сврхе.